# Tricentrus gyirongensis
Tricentrus gyirongensis är en insektsart som beskrevs av Yuan och Xiaolong Cui 1987. Tricentrus gyirongensis ingår i släktet Tricentrus och familjen hornstritar. Inga underarter finns listade i Catalogue of Life.